# Hanna Jallouf
Hanna Jallouf OFM (ur. 16 lipca 1952 w Al-Kanaja) – syryjski duchowny katolicki, wikariusz apostolski Aleppo od 2023.

## Życiorys

### Prezbiterat
Święcenia kapłańskie przyjął 29 lipca 1979 w zakonie franciszkańskim. Po święceniach został wicerektorem ammańskiego Kolegium Ziemi Świętej, a w latach 1982–1987 pracował jako rektor niższego seminarium zakonnego w Aleppo. W latach 1992–2001 kierował Kolegium Ziemi Świętej, a w kolejnych latach pełnił funkcję proboszcza w Al-Ghassanijja.

### Episkopat
1 lipca 2023 papież Franciszek mianował go wikariuszem apostolskim Aleppo.
17 września 2023 otrzymał święcenia biskupie w Kościele św. Franciszka w Aleppo. Głównym konsekratorem był Claudio Gugerotti, prefekt Dykasterii ds. Kościołów Wschodnich, a współkonsekratorami Mario Zenari, nuncjusz apostolski w Syrii, i Pierbattista Pizzaballa OFM, łaciński patriarcha Jerozolimy.